# Jalkapallon suomenmestaruuskilpailut 1929
La Jalkapallon suomenmestaruuskilpailut 1929 fu la ventunesima edizione del campionato finlandese di calcio. Fu giocato in un formato di coppa e vide la vittoria dell'HPS.

## Semifinali
|      | Risultati |       | Luogo e data |
| ---- | --------- | ----- | ------------ |
| TPS  | 2-4       | HPS   |              |
| HIFK | 6-2       | Sudet |              |
|      |           |       |              |

## Finale
|     | Risultati |      | Luogo e data |
| --- | --------- | ---- | ------------ |
| HPS | 4-0       | HIFK |              |
|     |           |      |              |